# Ranfurly (Neuseeland)

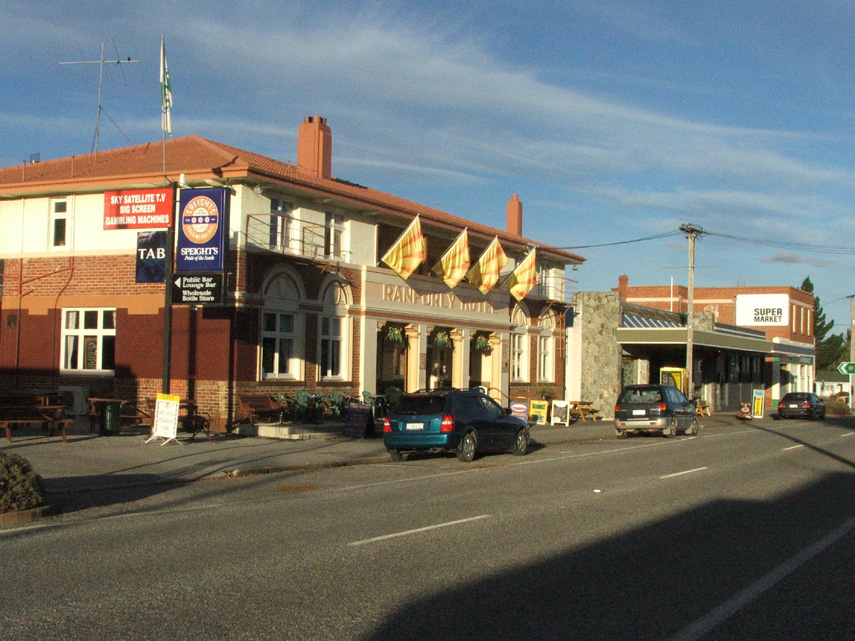
Hauptstraße von Ranfurly

Ranfurly ist ein Ort im Central Otago District der Region Otago auf der Südinsel von Neuseeland.

## Namensherkunft
Der Ort erhielt seinen Namen zu Ehren von Uchter Knox, 5. Earl of Ranfurly, der zum Zeitpunkt der Fertigstellung der Eisenbahnlinie Otago Central Railway Generalgouverneur von Neuseeland war.

## Geographie
Der Ort befindet sich rund 57 km östlich von Alexandra in der weiten Ebene der Maniototo Plain. Durch den Ort fließen ein paar kleine nördliche Zuflüsse des Taieri River. Durch Ranfurly führt der New Zealand State Highway 85, der auch unter dem Namen „The Pigroot“ bekannt ist und den Ort mit Alexandra im Westen und Palmerston im Südosten verbindet.
Im Jahre 1903 wurde in Ranfurly mit −25,6 °C der absolute Kälterekord Neuseelands und Ozeaniens gemessen.

## Geschichte
Die Gegend um Ranfurly lebte zu Zeiten der europäischen Besiedlung des Landes zunächst von der Landwirtschaft, in der die weiten Ebenen der Region primär für die Schafzucht genutzt wurden. Zu Zeiten des Otago Goldrauschs, wo auch in Ranfurly und insbesondere in Kyeburn und Naseby, nahe der Südseite der Kakanui Mountains, Gold gefunden wurde, kamen Goldsucher von überall her und sorgten in Ranfurly für einen wirtschaftlichen Aufschwung, der später 1898 auch zum Anschluss an des Eisenbahnnetz des Landes führte. 1989 wurde die Strecke eingestellt, die Trasse zum Otago Central Rail Trail ausgebaut und im verbliebenen Bahnhof später ein Museum eingerichtet, in dem auch Informationen zum Eisenbahnunfall von Hyde, der sich 1943 ereignete, zu finden sind.
Das Hawke’s-Bay-Erdbeben von 1931, bei dem fast die gesamte Stadt Napier zerstört und später im Art-déco-Stil wieder aufgebaut wurde, war auch für Ranfurly Inspiration für mehr Erdbebensicherheit und Bauen in dem Art déco Baustil.

## Bevölkerung
Zum Zensus des Jahres 2013 zählte der Ort 663 Einwohner, 6,8 % weniger als zur Volkszählung im Jahr 2006.

## Wirtschaft
Ranfurly ist größter Ort der Maniototo Plain und Dienstleistungszentrum für den umliegenden ländlichen Raum.

## Bildungswesen
Der Ort verfügt mit der Maniototo Area School über eine Schule mit den Jahrgangsstufen 1 bis 13. Im Jahr 2015 besuchten 165 Schüler die Schule. Die Schule wurde 1879 gegründet und hat eine starke sportliche Tradition sowie ein gutes Bildungsprogramm, das durch Videokonferenzen und das Otago-Net-Projekt unterstützt wird.

## Sehenswürdigkeiten
Ranfurly für seine zahlreichen erhalten gebliebenen Gebäude im Stil des Art déco bekannt. Ein jährlich stattfindendes Fest, das dem Art-déco-Erbe der Stadt gewidmet ist, findet im Februar statt.
Das nahe gelegene Ida Valley diente als Kulisse für die „Ebenen von Rohan“ in der Filmtrilogie Der Herr der Ringe.

## Sport
Ranfurly ist für das Curling in den Wintermonaten bekannt. Der örtliche Verein vertrat Neuseeland bei den Curling-Weltmeisterschaften von 1999, 2004 und 2005 und belegte dabei den 10., 7. und 8. Platz. Er stellte auch Mitglieder für die neuseeländische Mannschaft bei den Curling-Wettbewerben der Olympischen Winterspiele 2006.

## Persönlichkeiten
- Sean Becker (* 1975), Curler
- Shane Collins, Feldhockeyspielerin
- Tania Dixon (* 1970), Hochspringerin
- Robert Logan, Militärführer und Politiker
- Warren McSkimming, Cricket-Spieler
- Peter Petherick, Cricket- und Bowls-Spieler
- Mandy Smith, Feldhockeyspielerin
- Isobel Thomson, Feldhockeyspielerin